# Vítězslav Jaroš
Vítězslav Jaroš (* 23. července 2001 Příbram) je český profesionální fotbalový brankář, který chytá za nizozemský klub AFC Ajax, kde je na hostování z Liverpoolu, a za český národní tým.

## Klubová kariéra
Jaroš se narodil v Příbrami a je odchovancem místního klubu 1. FK Příbram.

### Liverpool
V roce 2011 se přesunul do pražské Slavie, odkud v létě 2017 přestoupil do anglického velkoklubu Liverpoolu a začal působit v jeho mládežnické akademii. Podepsal smlouvu do léta 2020. V A-týmu debutoval v červenci 2019, a to v přípravném zápase proti Tranmere Rovers, když přispěl čistým kontem k jasné výhře 6:0. V červenci 2020 podepsal s Liverpoolem nový dlouhodobý kontrakt. Dne 21. října 2020 se objevil na lavičce náhradníků v zápase základní skupiny Ligy mistrů proti nizozemskému Ajaxu; do zápasu však nenastoupil.

#### St Patrick's Atheltic (hostování)
V únoru 2021 odešel Jaroš na roční hostování do irského klubu St Patrick's Athletic FC. V klubu debutoval v zápase prvního kola irské nejvyšší soutěže a svým výkonem pomohl klubu k zisku bodu za remízu 1:1 proti Shamrocku Rovers. V sezóně odchytal 34 z 36 ligových utkání a udržením 11 čistých kont pomohl klubu ke konečné druhé příčce v ligové tabulce a k postupu do předkola Evropské konferenční ligy. Jaroš také odchytal všech pět utkání FAI Cupu, včetně vítězného finále proti Bohemian FC.

#### Notts County (hostování)
V lednu 2022 odešel Jaroš na další hostování, tentokráte do Notts County FC, které hrálo 5. nejvyšší anglickou soutěž. V klubu debutoval 5. února, když odchytal celé utkání proti Grimsby Town. Během svého angažmá v klubu nastoupil celkem do 15 zápasů a dovedl tým až do play-off o postup do EFL League Two.

#### Stockport County (hostování)
V červenci 2022 zamířil na hostování do čtvrtoligového anglického klubu Stockport County. V podzimní části sezóny 2022/23 byl Jaroš stabilní brankářskou jedničkou. 23. srpna 2022 Jaroš udržel čisté konto při remíze 0:0 s Leicesterem City v ligovém poháru a v rozstřelu následně vychytal penaltu Jamese Maddisona, Stockport však se prvoligovým klubem prohrál. V jarní části sezóny plnil Jaroš ve Stockportu pouze roli dvojky; dohromady v sezóně odchytal 13 soutěžních duelů, v nichž udržel 7 čistých kont.

#### Sturm Graz (hostování)

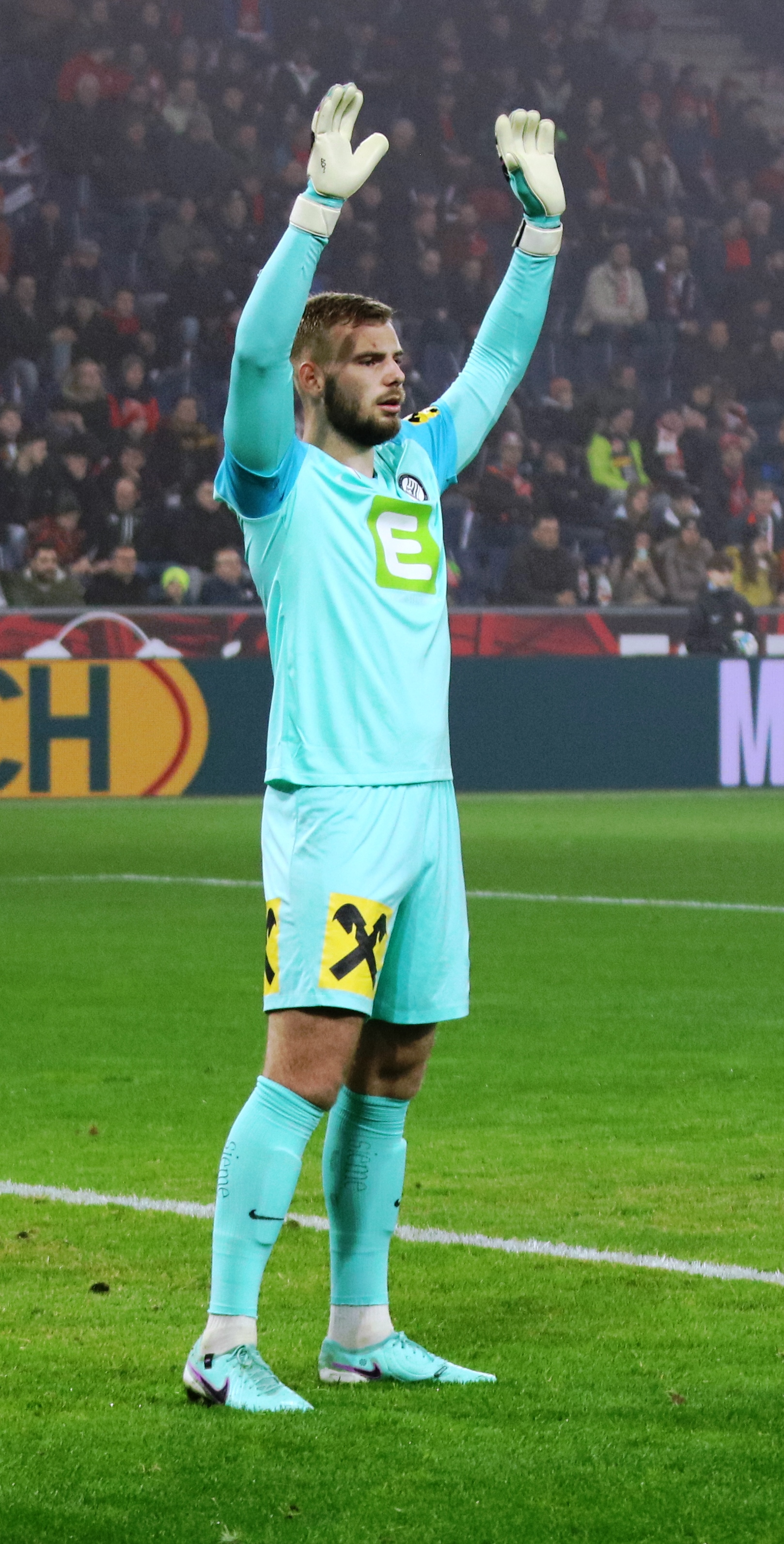
Jaroš, 2024

V lednu 2024 prodloužil Jaroš svou smlouvu s Liverpoolem a následně odešel na půlroční hostování do rakouského klubu SK Sturm Graz. V klubu debutoval 2. února při výhře 2:0 nad Austrií Vídeň ve čtvrtfinále domácího poháru. O týden později debutoval také v rakouské lize, a to při remíze 1:1 s obhájcem titulu Red Bullem Salzburg. 15. února debutoval v pohárové Evropě, odchytal celé utkání šestnáctifinále Konferenční ligy proti Slovanu Bratislava. Jaroš se ihned stal brankářskou jedničkou rakouského klubu, s nímž došel až do osmifinále Konferenční ligy. 1. května odchytal Jaroš celé finálové utkání rakouského poháru proti Rapidu Vídeň a svým výkonem pomohl k výhře 2:1 a k zisku trofeje. V květnu slavil s Sturm Grazem také vítězství v domácí ligové soutěži, tým ze Štýrského Hradce ukončit desetiletou vítěznou sérii Red Bullu Salzburg.

#### Sezona 2024/25
V létě 2024 se Jaroš vrátil do Liverpoolu, kde začal sezónu 2024/25 jako brankářská trojka za Alissonem a Caoimhínem Kelleherem. 5. října 2024 si odbyl svůj debut v Premier League v utkání proti Crystal Palace, když v 79. minutě vystřídal zraněného Alissona a několika zákroky přispěl k výhře 1:0. 30. října odchytal celé utkání čtvrtého kola EFL Cupu proti Brightonu a pomohl k výhře 3:2. V dubnu 2025 prodloužil svou smlouvu s Liverpoolem. Jaroš vyhrál s Liverpoolem 25. května Premier League. Stal se tak prvním Čechem, který se stal vítězem anglické nejvyšší soutěže od roku 2015, kdy ji získal Petr Čech s Chelsea.

#### Ajax (hostování)
V červnu 2025 odešel Jaroš na roční hostování bez opce do nizozemského klubu AFC Ajax, kde se měl stát brankářskou jedničkou. Zájem o něj projevil především nový trenér nizozemského klubu Johnny Heitinga, který dříve působil jako asistent trenéra Arneho Slota v Liverpoolu.

## Reprezentační kariéra
Jaroš je bývalý český mládežnický reprezentant; chytal za reprezentaci do 16, do 18 a do 21 let.
Dne 29. března 2022 debutoval v týmu do 21 let a čistým kontem přispěl k výhře 3:0 nad Andorrou. V létě 2023 byl Jaroš nominován jako brankářská jednička na závěrečný turnaj Mistrovství Evropy. Na turnaji odchytal všechny tři utkání v základní skupině, ze které Lvíčata nedokázali postoupit.
V březnu 2024 byl poprvé Jaroš povolán do české seniorské reprezentace novým trenérem Ivanem Haškem. Dne 7. června 2024 si odbyl svůj debut, když odchytal poločas přátelského utkání proti Maltě. V létě 2024 byl nominován na EURO 2024, kde plnil roli brankářské trojky za Jindřichem Staňkem a Matějem Kovářem.

## Statistiky

### Klubové
K 17. květnu 2022
| Klub                          | Sezóna  | Liga              | Liga   | Liga | Národní pohár | Národní pohár | Ligový pohár | Ligový pohár | Evropské poháry | Evropské poháry | Celkem | Celkem |
| Klub                          | Sezóna  | Liga              | Zápasy | Góly | Zápasy        | Góly          | Zápasy       | Góly         | Zápasy          | Góly            | Zápasy | Góly   |
| ----------------------------- | ------- | ----------------- | ------ | ---- | ------------- | ------------- | ------------ | ------------ | --------------- | --------------- | ------ | ------ |
| Liverpool                     | 2021/22 | Premier League    | 0      | 0    | 0             | 0             | 0            | 0            | 0               | 0               | 0      | 0      |
| St Patrick's Athletic (host.) | 2021    | Airtricity League | 34     | 0    | 5             | 0             | —            | —            | —               | —               | 39     | 0      |
| Notts County (host.)          | 2021/22 | National League   | 15     | 0    | 0             | 0             | 0            | 0            | —               | —               | 15     | 0      |
| Celkem                        | Celkem  | Celkem            | 49     | 0    | 5             | 0             | 0            | 0            | 0               | 0               | 54     | 0      |